# 엘리엇 카터
엘리엇 쿡 카터 주니어(Elliott Cook Carter Jr., 1908년 12월 11일 ~ 2012년 11월 5일)는 가장 창의에 찬 미국의 제1선 작곡가이다. 1908년 12월 11일 뉴욕에서 태어났으며, 창의력을 가지고 사고하는 작곡가이다. <현악 4중주곡 제2번>(1959)은 인간관계와 마찬가지로 4개의 현악기가 자아내는 상호작용, 구성, 협력 및 대립으로 곡이 발전해 간다. 1967년 1월에 보스턴 교향악단의 정기공연에서 초연된 <피아노 협주곡>에서는 피아노와 오케스트라의 관계를 '인간사회의 대립'으로 구상하고 있다. 카터의 해설에 따르면, "피아노가 탄생한다. 오케스트라가 피아노에 말을 가르친다. 피아노가 왼다. 드디어 피아노는 오케스트라가 잘못된 것을 깨닫는다…" 이런 식으로 곡은 진행되고 양자는 싸우고, 최후에 피아노가 승리를 거둔다. 이는 또한 인류의 이상에 통한다고 한다. MIT 음악교수로도 재직했다.
2012년 8월 13일 마지막 피아노 3중주 작품 Epigrams를 완성했다.

## 주요 작품

### 오페라
- 다음은 무엇?(1997)

### 발레
- 포카혼타스(1938~9)
- 미노타우로스(1947)

### 관현악
- 교향곡 1번(1942, 54년에 개작)
- 휴일 서곡(1944, 61년에 개작)
- 변주곡(1954~5)
- 관현악을 위한 협주곡(1969)
- 세 관현악의 교향곡(1976)
- 세 축전(1986~9)
- 심포니아(1993~6)
- 보스턴 협주곡(2002)
- 세 환상(2002~4)
- 음장(音場)(현악 합주)(2007)
- 사실(실내 관현악)(2012)

### 협주곡

#### 피아노
- 협주곡(1964~5)
- 대화(2003)
- 측심(測深)(2005)
- 중재(2007)
- 대화Ⅱ(2012)
- 2개의 논쟁과 대화(피아노와 타악기)(2010~1)

#### 관악기
- 오보에 협주곡(1986~7)
- 클라리넷 협주곡(1996)
- 호른 협주곡(2006)
- 플루트 협주곡(2008)
- 베이스 클라리넷 소협주곡(2009)

#### 현악기
- 바이올린 협주곡(1990)
- 첼로 협주곡(2000)
- 모자이크(하프와 앙상블)(2004)

### 대규모 실내 합주
- 5극 진공관(1985)
- 아스코 협주곡(2000)
- 성찰(2004)
- 바람장미(2008)

### 실내악

#### 이중주
- 목가(牧歌)(잉글리시 호른, 피아노)(1940)
- 슬픈 노래(비올라, 피아노)(1943)
- 첼로 소나타(1948)
- 바이올린과 피아노를 위한 이중주(1974)
- 마법에 걸린 전주곡(플루트, 첼로)(1988)
- 히요쿠(두 대의 클라리넷)(2001)
- 아우 콰이(바순, 비올라)(2002)
- 세 개의 이중주(바이올린, 첼로)(2008, 9)
- 긴 이야기(첼로, 베이스 클라리넷(2011)

#### 삼중주
- 버릇없는 생각Ⅱ(플루트, 클라리넷, 마림바)(1994)
- 부름(두 대의 트럼펫, 호른)(2003
- 현악 3중주(2011)
- 경구(警句)들(피아노 3중주)(2012)

#### 사중주
- 현악 4중주 1번(1951)
- 플루트, 오보에, 첼로, 하프시코드를 위한 소나타(1952)
- 현악 4중주 2번(1959)
- 현악 4중주 3번(1971)
- 현악 4중주 4번(1986)
- 단편 Ⅰ(현악 4중주)(1994)
- 현악 4중주 5번(1995)
- 단편 Ⅱ(현악 4중주)(1999)
- 오보에 4중주(2001)

#### 오중주
- 목관 5중주(1948)
- 금관 5중주(1974)
- 피아노와 관악을 위한 5중주(1991)
- 피아노 5중주(1997)
- 클라리넷 5중주(2007)

#### 육중주
- 딸랑(타악기 6중주)(2008)
- 이중 트리오(트럼펫, 트롬본, 타악기, 피아노 3중주)(2011)

### 피아노
- 소나타(1945~6)
- 밤 환상곡(1980)

### 독주 악기
- 4대의 팀파니를 위한 8개의 소품(1949, 66)
- 허구(虛構)(첼로)(1994)
- 여섯 자 편지(잉글리시 호른)(1997)
- 가파른 걸음(베이스 클라리넷)(2001)

### 가곡
- 머무를 거울(1975)
- 로버트 프로스트의 3개의 시(1942)
- 천둥 속의 잠에서(1981)
- 루이스 주코프스키의 시들(2008)
- 올해 무슨 해니(2009)
- 세 탐험(2011)

### 합창
- 타란텔라(1937)
- 음악에(1937)
- 마음은 그리 무겁지 않다(1939)
- 아침의 조화(1944)
- 상징(1947)